# Akashat
Akashat (arabe : عكاشات) est une petite ville du nord-ouest du district d'Ar-Rutbah  de la province d'Al Anbar en Irak, sur la route entre les villes d'Ar-Rutbah et d'Al-Qa'im. Elle compte environ 5 000 habitants. Il a été construit comme village industriel en 1985, rattaché à la carrière de phosphate locale et administré par le ministère de l'Industrie. L'usine de phosphate de la ville emploie environ 50 à 60 travailleurs permanents. La production y a été sérieusement perturbée par les sanctions de l'ONU après 1991 et la guerre de 2003 l'a essentiellement empêchée de fonctionner. Il tourne désormais[Quand ?] autour de 10 %.

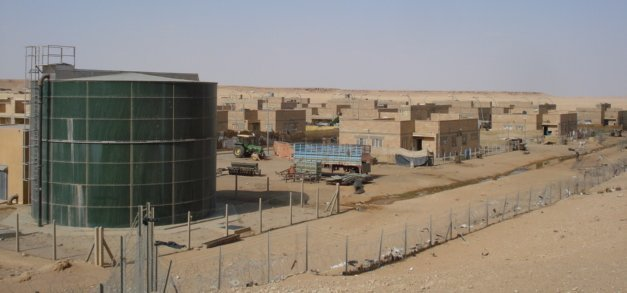
Village-jardin de Sikak à Akasha

## Histoire
En 2017, pendant la seconde guerre civile irakienne, une bataille a eu lieu appelé l'Offensive d'Akachat.
Le 3 février 2024, le gouvernement irakien fait état de 16 morts et 25 blessés lors du bombardement américain du QG des Hachd al-Chaabi dans cette ville,. Un enterrement collectif le 4 janvier concernant 17 miliciens.